# Viktor Yevsyukov
Viktor Yevsyukov (russe : Виктор Евсюков ; né le 6 octobre 1956 à Donetsk, en Ukraine) est un athlète kazakh spécialiste du lancer du javelot.

## Carrière
Concourant sous les couleurs de l'URSS dès le début des années 1970, il remporte la médaille de bronze des Championnats d'Europe de 1986 avec un lancer à 81,80 m, s'inclinant face aux Allemands Klaus Tafelmeier et Detlef Michel. L'année suivante, Viktor Yevsyukov obtient le meilleur résultat de sa carrière en parvenant à monter sur la deuxième marche du podium des Championnats du monde 1987 de Rome avec la marque de 82,52 m, derrière le Finlandais Seppo Räty. En fin de saison 1987, le Soviétique remporte la Finale du Grand Prix devant l'Américain Tom Petranoff.

### Palmarès
| Date                       | Compétition           | Lieu                | Résultat            | Marque              |
| Représentant l'URSS        | Représentant l'URSS   | Représentant l'URSS | Représentant l'URSS | Représentant l'URSS |
| -------------------------- | --------------------- | ------------------- | ------------------- | ------------------- |
| 1986                       | Championnats d'Europe | Stuttgart           | 3e                  | 81,80 m             |
| 1987                       | Championnats du monde | Rome                | 2e                  | 82,52 m             |
| 1987                       | Finale du Grand Prix  | Bruxelles           | 1er                 | 84,02 m             |
| 1988                       | Jeux olympiques       | Séoul               | 5e                  |                     |
| Représentant le Kazakhstan |                       |                     |                     |                     |
| 1993                       | Championnats du monde | Stuttgart           | 37e                 | 71,12 m             |

### Records
| Épreuve           | Performance | Lieu            | Date         |
| ----------------- | ----------- | --------------- | ------------ |
| Lancer du javelot | 85,16 m     | Karl-Marx-Stadt | 21 juin 1987 |